# Kuixinka
Kuixinka - Кушинка (rus) - és un khútor del krai de Krasnodar, a Rússia. Es troba als vessants septentrionals del Caucas occidental, a la vora del riu Maramuki, a 28 km al sud d'Apxeronsk i a 108 km al sud-est de Krasnodar, la capital.
Pertany al municipi de Txernígovskoie.